# Rivetina laticollis
Rivetina laticollis es una especie de mantis de la familia Mantidae.

## Distribución geográfica
Se encuentra en Irak.